# Гросриндерфелд
Гросриндерфелд (њем. Großrinderfeld) општина је у њемачкој савезној држави Баден-Виртемберг. Једно је од 18 општинских средишта округа Маин-Таубер-Крајс. Према процјени из 2010. у општини је живјело 4.054 становника. Посједује регионалну шифру (AGS) 8128045.

## Географски и демографски подаци
Гросриндерфелд се налази у савезној држави Баден-Виртемберг у округу Маин-Таубер-Крајс. Општина се налази на надморској висини од 311 метара. Површина општине износи 56,3 km². У самом мјесту је, према процјени из 2010. године, живјело 4.054 становника. Просјечна густина становништва износи 72 становника/km².